# Студничка, Франц
Франц Студничка (нем. Franz Studniczka; 14 августа 1860 в Ясло, Галиция — 4 декабря 1929, Лейпциг) — германский историк искусства, археолог и преподаватель австро-венгерского происхождения.
Родился в Галиции в семье австрийского чиновника. Изучал античную археологию и историю Древнего мира в Венском университете. В 1882 году получил там же докторскую степень и затем работал ассистентом в университете. В 1887 году габилитировался и с того же года работал в Художественно-историческом музее Вены, а также читал лекции в Венском университете до 1889 года, после чего был приглашён во Фрайбургский университет. В 1896 году стал профессором древней истории Лейпцигского университета и занимал эту должность до конца жизни. С 1896 года был постоянным членом Германского археологического института и саксонской академии наук в Лейпциге, в 1924 году был избран членом-корреспондентом Прусской академии наук (1924), также состоял почётным членом Общества поощрения греческих исследований.
Считался одним из крупнейших специалистов по античной истории и археологии своего времени, способствовал значительному расширению коллекции музея древностей Лейпцигского университета, разработал новаторские для своего времени методы выявления подделок археологических артефактов, руководил работами по систематизации и реставрации ряда памятников археологии. Главные работы: «Vermutungen zur griech. Kunstgeschichte» (1884); «Beiträge zur Geschichte der altgriech. Tracht» (в «Abhandlungen des Archäologisch-epigraphischen Seminars der Universität Wien» за 1886 г.); «Kyrene eine altgriech. Göttin» (1890). Сжатый курс эстетики Студнички был переведён на русский язык в «Библиотеке Самообразования».